# Michael Nyqvist
Rolf Åke Mikael Nyqvist (n. 8 noiembrie 1960, Stockholm, Suedia – d. 27 iunie 2017, Stockholm, Suedia) a fost un actor suedez. A devenit cunoscut pe plan internațional mai ales pentru rolul său în filmele din Trilogia Millennium - Mikael Blomkvist, dar și pentru Mission: Impossible – Ghost Protocol unde a jucat în rolul lui Kurt Hendricks, personajul negativ principal.

## Viața timpurie
Michael Nyqvist s-a născut în Stockholm, mama sa fiind suedeză, iar tatăl italian (de la Florența). Fiind copil, el a fost adoptat de la un orfelinat. La șaptesprezece ani, a petrecut un an ca un student de schimb în Statele Unite, în Omaha, Nebraska. Tot acolo a luat primele cursuri de actorie. Când s-a întors în Suedia, el a fost acceptat la școala de balet, dar după un an a renunțat. O fostă prietenă i-a sugerat să încerce teatru în schimb și la 24 de ani el a fost acceptat la Academia de Teatru din Malmö. După absolvire, Nyqvist a lucrat în principal în teatru, de asemenea a jucat și în mai multe producții de film.

## Viața personală
Michael Nyqvist și-a descris copilăria și încercarea sa de a-și găsi părinții săi biologici ulterior în viața de adult, în romanul său autobiografic, Just After Dreaming (titlu în suedeză: När barnet lagt sig). El este căsătorit cu scenografa Catharina Ehrnrooth, cu care are doi copii, Ellen și Arthur.

## Filmografie
| An        | Titlu                                 | Rol                  | Note |
| --------- | ------------------------------------- | -------------------- | --- |
| 1982      | Kamraterna                            | The model            | Film |
| 1987      | Jim och piraterna Blom                |                      | |
| 1990      | Pass                                  |                      | Film |
| 1996      | Sånt är livet                         | Kalle Andersson      | |
| 1997      | Tic Tac                               | Vinni                | |
| 1997–1998 | Beck                                  | John Banck           | Film serial – 7 episoade                                                                                               |
| 1998      | Nightwalk                             |                      | Film de scurtmetraj |
| 1998      | Waiting for the tenor                 | The Director         | |
| 1998      | Personkrets 3:1                       | Karl-Erik            | |
| 1999      | Breaking out                          | Diego                | |
| 1999      | En dag i taget                        | Henrik               | TV series |
| 2000      | 10:10                                 | Magnus               | Film de scurtmetraj |
| 2000      | Together                              | Rolf                 | Nominalizare la Cel Mai Bun Actor în rol secundar la Guldbagge; Cel Mai Bun Actor la Gijón International Film Festival |
| 2001      | Home Sweet Home                       | Kent                 | |
| 2001      | Making Babies                         |                      | |
| 2002      | Grabben i graven brevid               | Benny                | Premiul Cel Mai Bun Actor Guldbagge                                                                                    |
| 2002      | Wallander - The Fifth Women           | Birger Larsen        | |
| 2003      | Smala Sussie                          | Mörka Rösten         | |
| 2003      | Detailjer                             | Erik                 | |
| 2004      | As It Is in Heaven                    | Daniel Daréus        | Nominalizare la Oscar pentru Cel Mai Bun Film Străin, Nominalizare Cel Mai Bun Actor Guldbagge                         |
| 2004      | Day and night                         | Jacob                | Silver Award Hugo pentru cel mai bun joc în ansamblu la Festivalul Internațional de Film de la Chicago                 |
| 2004      | ABBA: Our Last Video Ever             |                      | |
| 2005      | Shadow world                          |                      | Film de scurtmetraj |
| 2005      | Naboer                                | Åke                  | |
| 2005      | Mother of mine                        | Hjalmar Jönsson      | Nominalizare Cel Mai Bun Actor în rol secundar Guldbagge                                                               |
| 2005      | Bang Bang Orangutang                  | Sven Blomberg        | |
| 2005      | Wallander mastermind                  | Lothar Kraftzcyk     | Film serial bazat pe romane polițiste ale lui Henning Mankell – 1 episod                                               |
| 2006      | Search                                |                      | |
| 2006      | Suddenly                              | Lasse                | |
| 2007      | The Black Pimpernel                   | Harald Edelstam      | |
| 2007      | Arn: The Knight Templar               | Magnus Folkesson     | |
| 2008      | The Kautokeino Rebellion              | Lars Levi Laestadius | |
| 2008      | Downloading Nancy                     | Stan                 | |
| 2008      | Iscariot                              | Masen                | |
| 2009      | The Girl with the Dragon Tattoo       | Mikael Blomkvist     | |
| 2009      | The Girl Who Played with Fire         | Mikael Blomkvist     | |
| 2009      | Bröllopsfotografen                    | Actor stagiar        | |
| 2009      | The Girl Who Kicked the Hornet's Nest | Mikael Blomkvist     | |
| 2010      | The Woman That Dreamed About a Man    | Johan                | |
| 2010      | Among Us                              | Ernst                | |
| 2010      | Kennedys Hirn                         | Lars Hakansson       | Film |
| 2010      | The Chinese Man                       | Staffan              | Film adaptare a romanului The Man from Beijing de Henning Mankell                                                      |
| 2011      | Abduction                             | Nikola Kozlow        | |
| 2011      | Mission: Impossible – Ghost Protocol  | Kurt Hendricks       | |
| 2012      | Disconnect                            | Stephen Schumacher   | |
| 2013      | Zero Hour                             | White Vincent        | Film serial |
| 2013      | Europa Report                         | Andrei Blok          | |
| 2013      | Days and Nights                       | Johan                | Post-producție |
| 2014      | The Girl in the Book                  | Milan Daneker        | Post-producție |
| 2014      | John Wick                             |                      | Filmare |

## Premii
- Best Male Actor at the Guldbagge, the Swedish Oscar 2002
- Filmstar of the year 2002 and 2004 by Aftonbladet, a Swedish newspaper
- Best Male Actor 2003 by Nöjesguiden
- Price winner The Golden Sun, 2004
- Best Actor in the International Film Festival in Gijon 2003
- As It Is in Heaven was nominated as Best Foreign Film at the Academy Awards in 2004
- Best Male Actor in the International Film Festival in Minsk 2006
- Won the Audience Price at the Gulbagge Gala 2006